# 22. poprawka do Konstytucji Stanów Zjednoczonych
22. poprawka do Konstytucji Stanów Zjednoczonych (ang. Twenty-second Amendment to the United States Constitution, Amendment XXII) – poprawka do Konstytucji Stanów Zjednoczonych ograniczająca liczbę kadencji prezydenta do 2. Weszła w życie 27 lutego 1951 roku.

## Tło historyczne
- Wcześniej zakaz ubiegania się o trzecią kadencję był tylko prawem zwyczajowym zapoczątkowanym przez Jerzego Waszyngtona. Tylko jeden prezydent rządził więcej niż dwie kadencje: Franklin Delano Roosevelt. Cztery razy z rzędu wygrał wybory. Warto nadmienić, że ostatnia kadencja była bardzo krótka z powodu jego śmierci (zaprzysiężenie odbyło się 20 stycznia 1945 r., zmarł 12 kwietnia tego samego roku; rządził więc 2 miesiące i 23 dni). Wcześniej, w wyborach w 1912 roku, o trzecią kadencję ubiegał się już były prezydent Theodore Roosevelt (jako że przegrał na konwencji wyborczej Republikanów z Williamem Taftem to kandydował z własnej, nowozałożonej Partii Postępowej), ale przegrał z Woodrowem Wilsonem. Otrzymał on również nominację swojej partii do startu w wyborach w 1916 roku, ale z niej zrezygnował. Natomiast o nominację swych partii po upływie dwóch kadencji ubiegali się bez sukcesu Ulysses Grant w 1880 roku i Woodrow Wilson w 1920 roku.

- Krótko istniejące Skonfederowane Stany Ameryki miały własnego prezydenta i konstytucję. Nakazując już w momencie ogłoszenia tego dokumentu ograniczenie liczby kadencji, jej autorzy wyprzedzili autorów Poprawki o dziewięćdziesiąt lat. Prezydent CSA mógł rządzić tylko jedną, ale o połowę dłuższą kadencję niż prezydent USA. Jefferson Davis nie dokończył jej z powodu upadku państwa po przegranej wojnie secesyjnej.

## Treść
Section 1. No person shall be elected to the office of the President more than twice, and no person who has held the office of President, or acted as President, for more than two years of a term to which some other person was elected President shall be elected to the office of the President more than once. But this article shall not apply to any person holding the office of President when this article was proposed by the Congress, and shall not prevent any person who may be holding the office of President, or acting as President, during the term within which this article becomes operative from holding the office of President or acting as President during the remainder of such term.
   Section 2. This article shall be inoperative unless it shall have been ratified as an amendment to the Constitution by the legislatures of three-fourths of the several States within seven years from the date of its submission to the States by the Congress.

co można przetłumaczyć jako:

Dział 1. Nikt nie może być wybrany na urząd prezydenta więcej niż dwa razy, a kto sprawował urząd prezydenta albo pełnił jego funkcję w czasie kadencji innej osoby przez ponad dwa lata nie może być wybrany na urząd prezydenta więcej niż raz. Niniejszy artykuł nie ma jednak zastosowania do osoby pełniącej urząd prezydenta w czasie zaproponowania tego artykułu przez Kongres ani też nie stoi na przeszkodzie, aby osoba sprawująca urząd prezydenta lub pełniąca jego funkcję w okresie ratyfikowania niniejszego artykułu sprawowała urząd prezydenta lub pełniła jego funkcje aż do upływu kadencji.
Dział 2. Artykuł ten nie wejdzie w życie, jeżeli w ciągu siedmiu lat od przedstawienia go stanom przez Kongres nie zostanie zgodnie z przepisami konstytucji ratyfikowany przez ciała ustawodawcze trzech czwartych ogółu stanów jako poprawka do konstytucji.